# Martin Lopez
Martin Lopez (ur. 20 maja 1978) – szwedzki perkusista. Martin Lopez znany jest przede wszystkim z wieloletnich występów w grupie muzycznej Opeth, której był członkiem w latach 1998-2005. W 2010 roku wraz z basistą Steve'em DiGiorgio, wokalistą Joelem Ekelöfem oraz gitarzystą Kimen Platbarzdisem powołał zespół Soen. Muzyk współpracował ponadto z takimi grupami muzycznymi jak: Amon Amarth, Fifth To Infinity, Requiem Aeternam oraz Eternal.

## Dyskografia
- Opeth – My Arms, Your Hearse (1998, Candlelight Records)
- Amon Amarth – Once Sent from the Golden Hall (1998, Metal Blade Records)
- Opeth – Still Life (1999, Peaceville Records)
- Opeth – Blackwater Park (2001, Music for Nations)
- Opeth – Deliverance (2002, Koch Records)
- Opeth – Damnation (2003, Koch Records)
- Opeth – Ghost Reveries (2005, Roadrunner Records)